# Карсон, Леонард Кайл
Леонард Кайл Карсон-старший (англ. Leonard Kyle Carson Sr.; 12 марта 1923 года, Фолс-Сити, Небраска, США — 8 марта 1994 года, Честер, Калифорния, США) — американский лётчик-истребитель, участник Второй мировой войны. Во время боевых действий в Европе сбил 18 немецких самолётов. Был одним из лучших асов 8-й воздушной армии.

## Биография
Родился 12 марта 1994 года в Фолс-Сити, штат Небраска. В апреле 1942 года поступил на авиационную курсантскую программу военно-воздушных сил армии и ровно через год окончил лётную подготовку. В том же месяце был назначен пилотом Bell P-39 Airacobra в 362-ю истребительную эскадрилью 357-й истребительной группы в Тонопе, штат Невада. Тогда же, в ноябре 1943 года, его авиакрыло было переброшено на Европейский театр военных действий на авибазу Королевских ВВС Лейстон в Саффолке, где пилоты пересели на North American P-51 Mustang. Свои самолёты Карсон называл «Нуки-Буки» (англ. Nooky Booky). Также в течение войны он руководил школой воздушного боя своей группы под названием «Колледж Клоббер» (англ. Clobber College).
8 апреля 1944 года Карсону была приписана совместная воздушная победа, а 13 апреля он сбил Focke-Wulf Fw 190 над Мангеймом, что стало его первой самостоятельной воздушной победой. 28 мая одержал вторую победу, а 30 мая, во время сопровождения бомбардировщиков в районе Бернбурга, сбил Messerschmitt Me 410, что стало его третьей победой. К концу июля 1944 года он сбил ещё два самолёта, заработав звание летчика-аса. После этого он вернулся на родину в отпуск.
Через два месяца прибыл в расположение авиакрыла и 2 ноября сбил Messerschmitt Bf 109 над Наумбургом. 27 ноября, возглавляя «Голубую стаю» и обеспечивая сопровождение другой группы истребителей, американцы столкнулась с большим скоплением немецких истребителей. В воздушном бою Карсон сбил пять Fw 190, что сделало его одним из 38 пилотов ВВС США, которым удалось сбить пять самолётов за один день, а общее количество его побед достигло 11. 2 декабря он сбил два Bf 109 во время сопровождения бомбардировщиков над Бингеном. До конца года одержал ещё две победы.
14 января 1945 года Карсон руководил сопровождением B-17 3-й авиадивизии над Берлином. Во время задания несколько P-51 из группы сопровождения прервали полёт и вернулись на базу. Когда Карсон и его крыло достигли цели, они столкнулись со скоплением из 120 немецких истребителей. В бою Карсон одержал последние из своих 18 побед, сбив два Fw 190 и один Bf 109. В ходе того вылета 357-я группа сбила более 57 немецких самолётов. В марте он был назначен командиром эскадрильи. 18 апреля ас повредил два реактивных Messerschmitt Me 262 в воздушном бою над Прагой.
Вернувшись в Америку, Карсон продолжил службу в недавно созданных Военно-воздушных силах США и участвовал в лётных испытаниях. В 1968 году вышел в отставку в звании полковника. На пенсии работал в аэрокосмической отрасли. В 1978 году опубликовал свою книгу «Преследовать и уничтожить: Восьмая истребительная группа Воздушных сил во Второй мировой войне» (англ. Pursue & Destroy: Eighth Air Force's Fighter Group in WWII), в которой рассказал о своём опыте ведения воздушных боев. Скончался 8 марта 1994 года.